# 医誠会アワー"生活に寄り添う医療" Wellbeing for Your Life
医誠会アワー “生活に寄り添う医療” Wellbeing for Your Life（いせいかい・アワー せいかつによりそういりょう ウィルビーイング・フォー・ユアー・ライフ）は朝日放送ラジオで2014年4月6日から毎週日曜8:10-8:25に生放送されている医学の番組である。
2012年10月から始まった、大阪市東淀川区の医療法人「医誠会」が企画・監修・協賛の医学番組シリーズの第3弾は、「外来受診で生活習慣病の健康管理」をメインのテーマとして取り上げ、生活習慣病を防ぐための予防医療の仕方について、医誠会病院の外来医師が1-4回の交代で担当し、食事、体操、人間ドックや身近にできる生活習慣病予防法を伝授する。